# Rhabditis inermis
Rhabditis inermis is een rondwormensoort uit de familie van de Rhabditidae. De wetenschappelijke naam van de soort is voor het eerst geldig gepubliceerd door A. Schneider.